# Liste der Auslandsvertretungen des Sudan

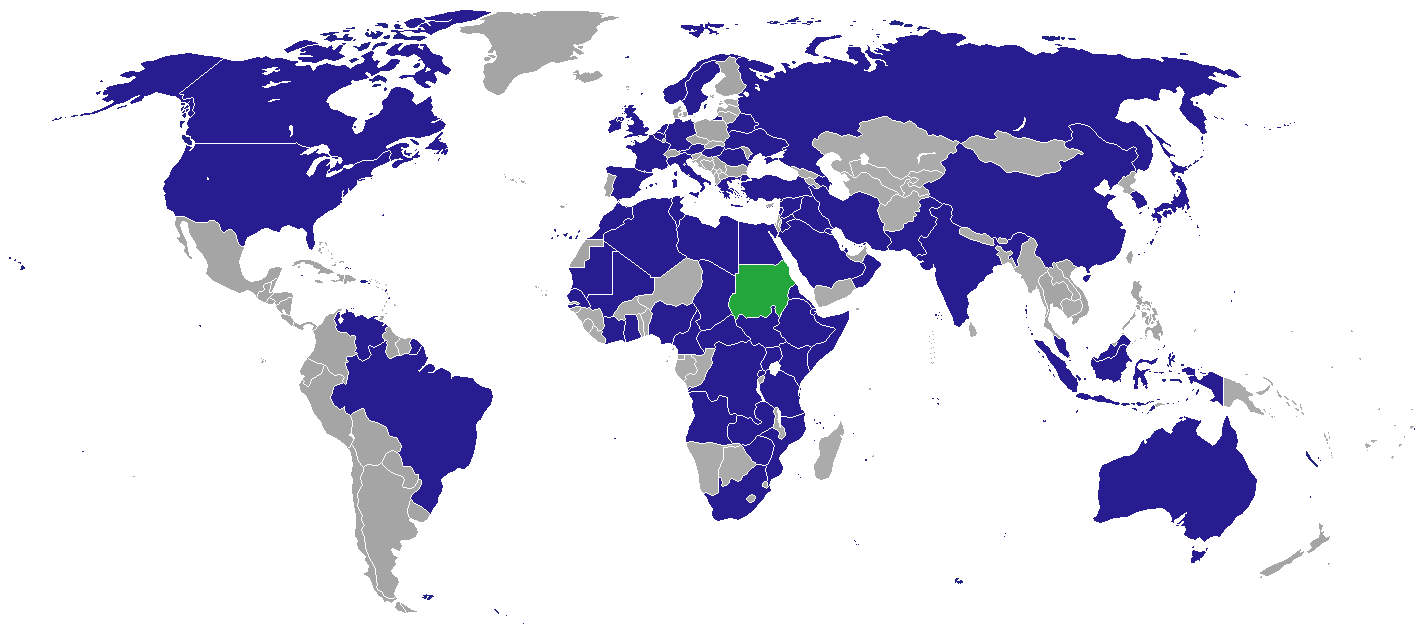
Standorte der diplomatischen Vertretungen des Sudan

Dies ist eine Liste der diplomatischen und konsularischen Vertretungen der Republik Sudan.

## Diplomatische und konsularische Vertretungen

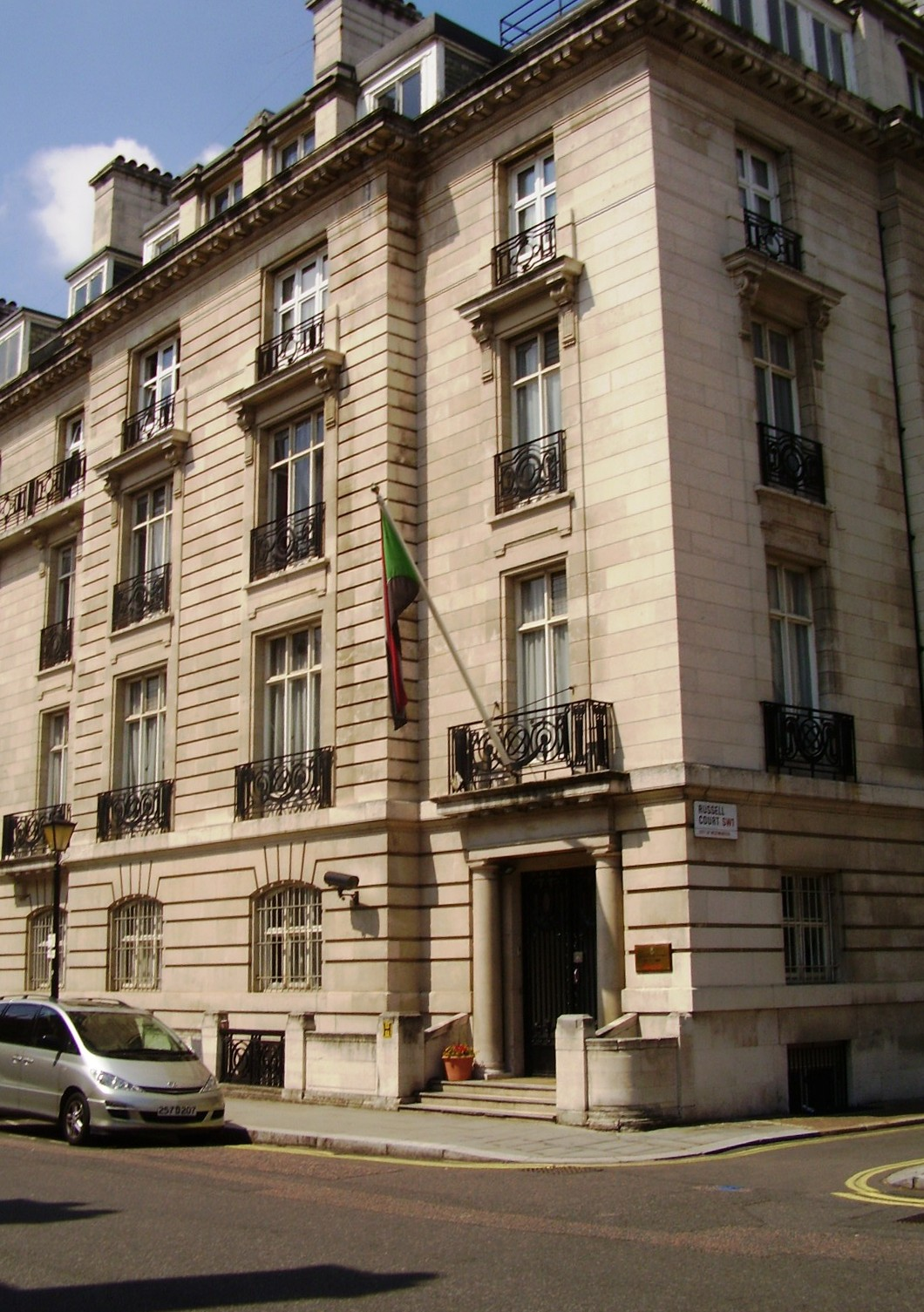
Sudanesische Botschaft in London

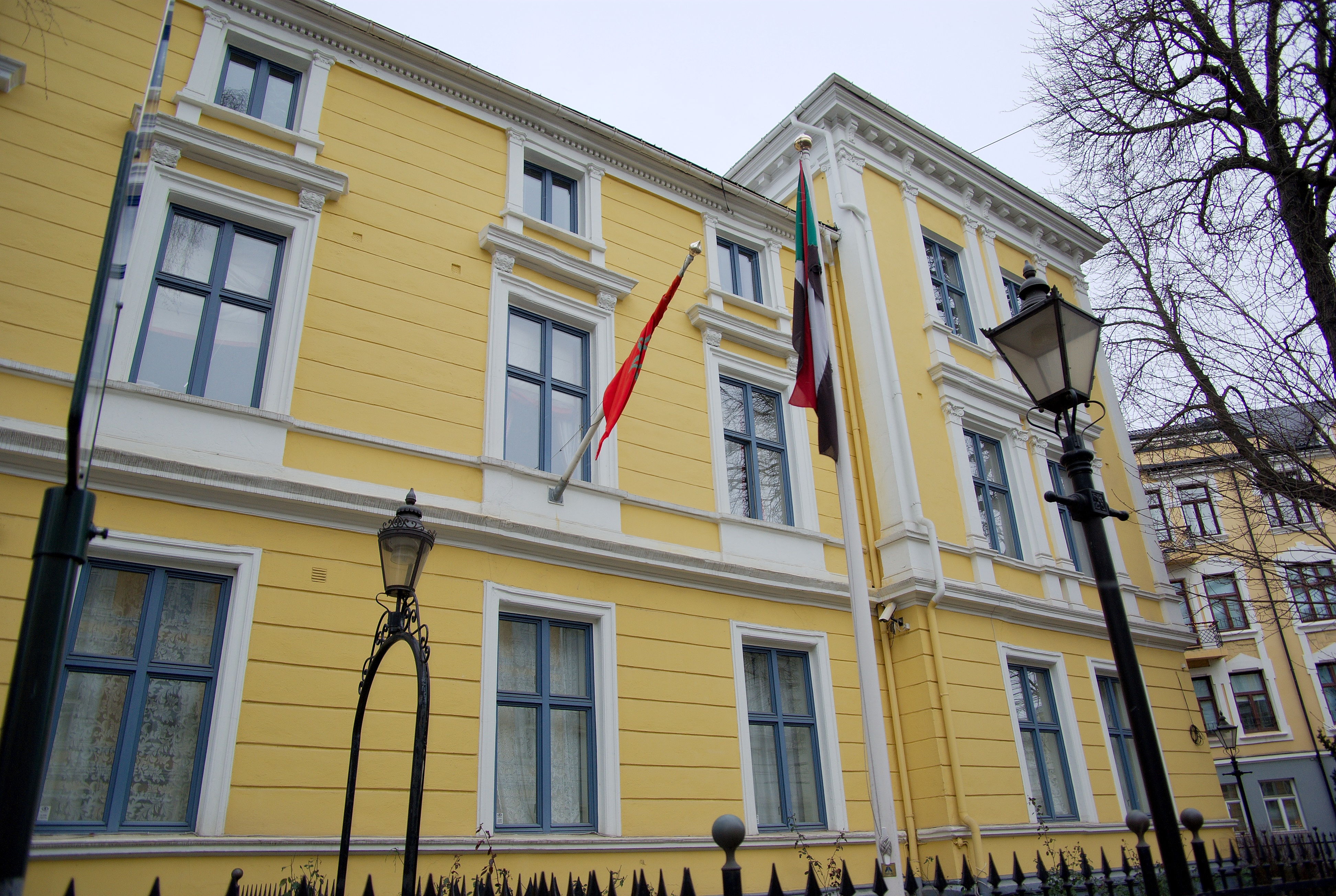
Sudanesische Botschaft in Oslo

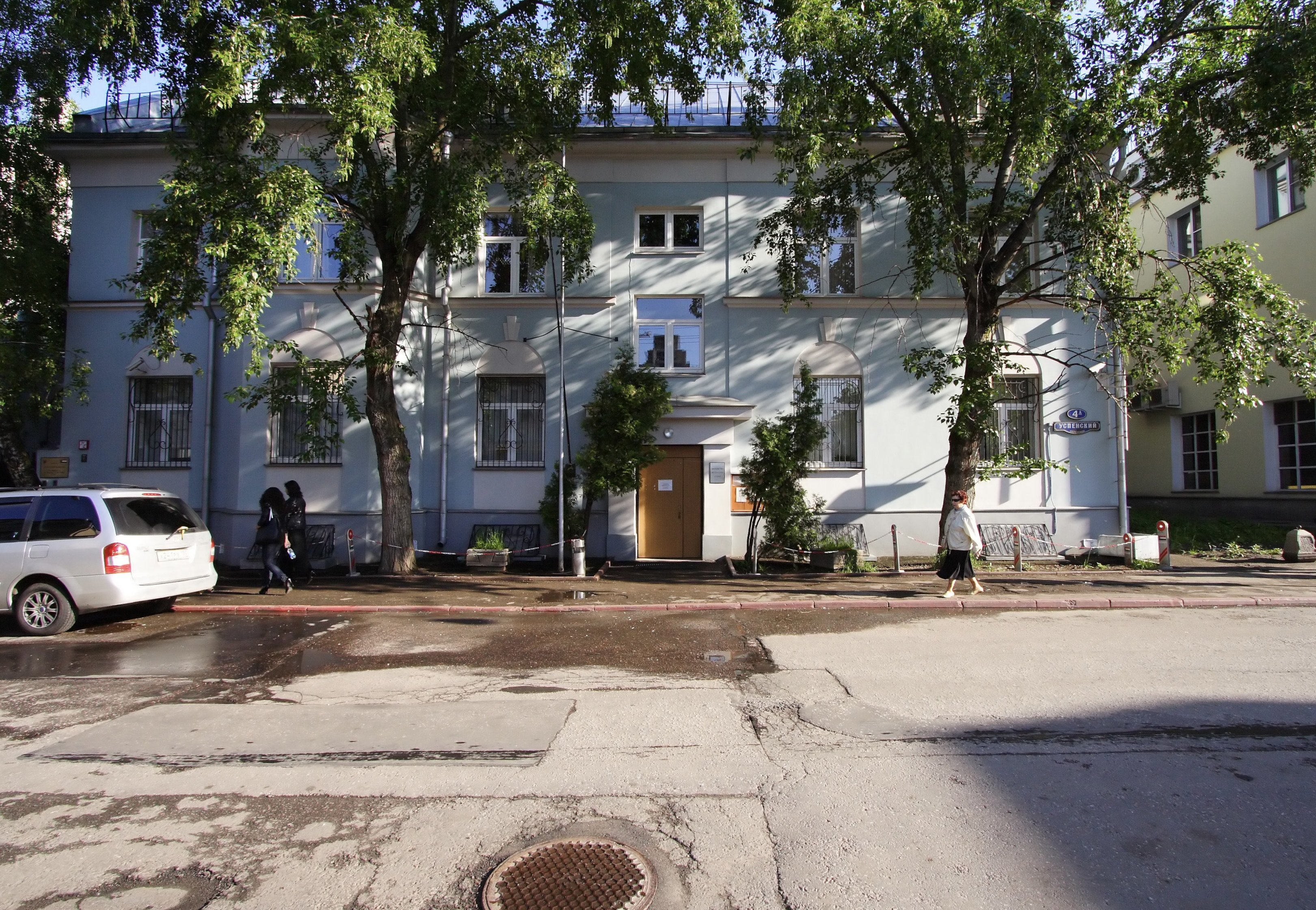
Sudanesische Botschaft in Moskau

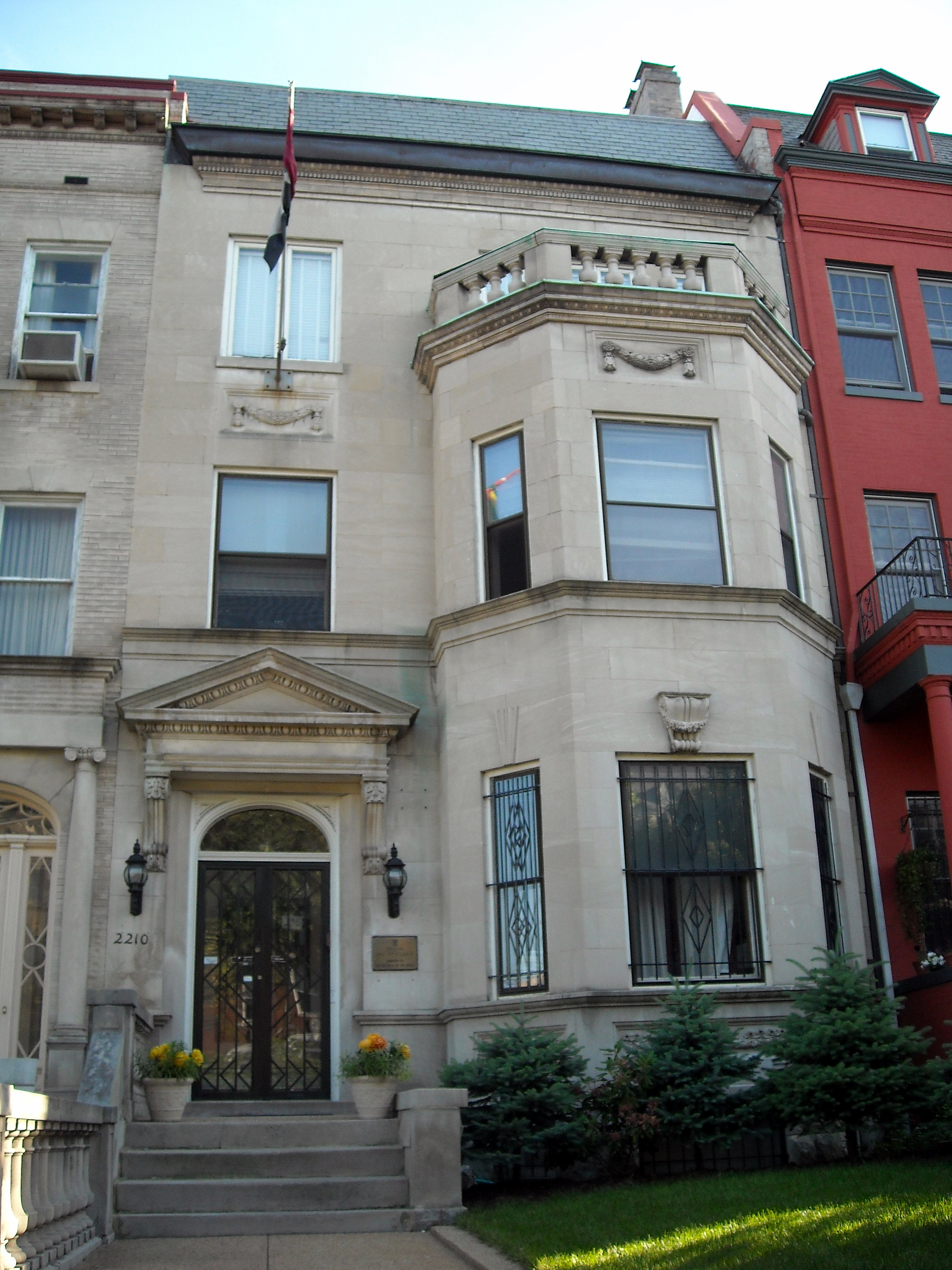
Sudanesische Botschaft in Washington, D.C.

### Afrika
| - Ägypten: Kairo, Botschaft - Ägypten: Assuan, Generalkonsulat - Algerien: Algier, Botschaft - Äthiopien: Addis Abeba, Botschaft - Demokratische Republik Kongo: Kinshasa, Botschaft - Dschibuti: Dschibuti, Botschaft - Eritrea: Asmara, Botschaft - Ghana: Accra, Botschaft - Kenia: Nairobi, Botschaft - Libyen: Tripolis, Botschaft - Libyen: Kufra, Generalkonsulat - Mauretanien: Nouakchott, Botschaft - Marokko: Rabat, Botschaft - Nigeria: Lagos, Botschaft | - Ruanda: Kigali, Botschaft - Sambia: Lusaka, Botschaft - Senegal: Dakar, Botschaft - Simbabwe: Harare, Botschaft - Somalia: Mogadischu, Botschaft - Südafrika: Pretoria, Botschaft - Südsudan: Juba, Botschaft - Tansania: Daressalam, Botschaft - Tschad: N’Djamena, Botschaft - Tunesien: Tunis, Botschaft - Uganda: Kampala, Botschaft - Uganda: Gulu, Generalkonsulat - Zentralafrikanische Republik: Bangui, Botschaft |

### Asien
| - Aserbaidschan: Baku, Botschaft - Bahrain: Manama, Botschaft - Volksrepublik China: Peking, Botschaft - Indien: Neu-Delhi, Botschaft - Indonesien: Jakarta, Botschaft - Irak: Bagdad, Botschaft - Japan: Tokio, Botschaft - Jemen: Sanaa, Botschaft - Jordanien: Amman, Botschaft - Katar: Doha, Botschaft - Kuwait: Kuwait, Botschaft - Libanon: Beirut, Botschaft | - Malaysia: Kuala Lumpur, Botschaft - Oman: Maskat, Botschaft - Pakistan: Islamabad, Botschaft - Saudi-Arabien: Riad, Botschaft - Saudi-Arabien: Dschidda, Generalkonsulat - Südkorea: Seoul, Botschaft - Syrien: Damaskus, Botschaft - Thailand: Bangkok, Botschaft - Vereinigte Arabische Emirate: Abu Dhabi, Botschaft - Vereinigte Arabische Emirate: Dubai, Generalkonsulat - Vietnam: Hanoi, Botschaft |

### Europa
| - Belgien: Brüssel, Botschaft - Bulgarien: Sofia, Botschaft - Deutschland: Berlin, Botschaft - Frankreich: Paris, Botschaft - Griechenland: Athen, Botschaft - Italien: Rom, Botschaft - Niederlande: Den Haag, Botschaft - Norwegen: Oslo, Botschaft | - Österreich: Wien, Botschaft - Rumänien: Bukarest, Botschaft - Russland: Moskau, Botschaft - Schweden: Stockholm, Botschaft - Spanien: Madrid, Botschaft - Türkei: Ankara, Botschaft - Türkei: Istanbul, Generalkonsulat - Vereinigtes Königreich: London, Botschaft |

### Nordamerika
- Kanada: Ottawa, Botschaft
- Vereinigte Staaten: Washington, D.C., Botschaft
- Vereinigte Staaten: New York, Generalkonsulat

### Südamerika
- Brasilien: Brasília, Botschaft
- Venezuela: Caracas, Botschaft

## Vertretungen bei internationalen Organisationen
- AU: Addis Abeba, Ständige Vertretung
- Europäische Union: Brüssel, Mission
- Vereinte Nationen: New York City, Ständige Vertretung
- Vereinte Nationen: Genf, Ständige Vertretung
- Vereinte Nationen: Nairobi, Ständige Vertretung
- Vereinte Nationen: Wien, Ständige Vertretung
- UNESCO: Paris, Ständige Vertretung